# Глазуны (Московская область)
Глазуны — деревня в Щёлковском районе Московской области России, входит в состав городского поселения Фряново. Население — 17 чел. (2010).

## География
Деревня Глазуны расположена на северо-востоке Московской области, в северо-восточной части Щёлковского района, у границы с Владимирской областью, примерно в 56 км к северо-востоку от Московской кольцевой автодороги и 42 км к северо-востоку от одноимённой железнодорожной станции города Щёлково, по правому берегу реки Мележи бассейна Клязьмы.
В 2,5 км северо-восточнее деревни проходит Московское большое кольцо А108, в 6 км к юго-западу — Фряновское шоссе Р110, в 22 км к северо-западу — Ярославское шоссе М8. Ближайшие населённые пункты — село Рязанцы, деревни Афанасово и Хлепетово.
Связана автобусным сообщением с рабочим посёлком Фряново.

## Население
| 1852 | 1859 | 1869 | 1886 | 1899 | 1926 | 2002 |
| ---- | ---- | ---- | ---- | ---- | ---- | ---- |
| 127  | ↗150 | ↗159 | ↘154 | ↘58  | ↗180 | ↘14  |
| 2006 | 2010 |      |      |      |      |      |
| ↘13  | ↗17  |      |      |      |      |      |

## История
В середине XIX века относилась ко 2-му стану Богородского уезда Московской губернии, в деревне было 13 дворов, крестьян 60 душ мужского пола и 67 душ женского.
В «Списке населённых мест» 1862 года — казённая деревня 2-го стана Богородского уезда Московской губернии по левую сторону Стромынского тракта (из Москвы в Киржач), в 41 версте от уездного города и становой квартиры, при колодце, с 10 дворами и 150 жителями (63 мужчины, 87 женщин).
По данным на 1869 год — деревня Аксёновской волости 3-го стана Богородского уезда с 28 дворами, 28 деревянными домами, хлебным магазином, мукомольной мельницей, бумаготкацким заведением и 159 жителями (66 мужчин, 93 женщины), из которых 10 грамотный. Имелось 22 лошади, 23 единицы рогатого и 5 единиц мелкого скота.
В 1913 году — 23 двора.
По материалам Всесоюзной переписи населения 1926 года — центр Глазуновского сельсовета Аксёновской волости Богородского уезда в 8 км от Фряновского шоссе и 27 км от станции Сергиево Северной железной дороги, проживало 180 жителей (88 мужчин, 92 женщины), насчитывалось 34 крестьянских хозяйства.
С 1929 года — населённый пункт Московской области в составе:
- Глазуновского сельсовета Щёлковского района (1929—1954)[17],
- Рязанцевского сельсовета Щёлковского района (1954—1959, 1960—1963, 1965—1994)[18][19][20],
- Рязанцевского сельсовета Балашихинского района (1959—1960)[18][21],
- Рязанцевского сельсовета Мытищинского укрупнённого сельского района (1963—1965)[22],
- Рязанцевского сельского округа Щёлковского района (1994—2006)[20],
- городского поселения Фряново Щёлковского муниципального района (2006 — н. в.)[23][24].